# Persona 5
A Persona 5 (ペルソナ5; Hepburn: Perusona Faibu) szerepjáték, melyet az Atlus fejlesztett PlayStation 3 és PlayStation 4 otthoni konzolokra. A Persona 5 időrendi sorrendben a Persona sorozat hatodik tagja, s így a nagyobb Megami tenszei franchise része is. A játékot Japánban és Észak-Amerikában az Atlus, míg Európában a Deep Silver adja ki, a játék 2016. szeptember 15-én jelent meg Japánban, míg Észak-Amerikában és Európában 2017. április 4-én.
A Persona 5 Tokióban játszódik, középpontjában egy néma főszereplő áll, aki a kitalált Súdzsin Középiskolába igazol át miután feltételes szabadlábra helyezik egy kukkoló bántalmazása miatt. A főhős és néhány diáktársa egy tanév ideje alatt felébreszti a persona-ereiket, majd „A szívek fantomtolvajai” néven maszkos bűnüldözőcsapatot formálnak, és felfedezik a „Palota” névre keresztelt természetfeletti birodalmat, hogy ellopják a felnőttek szíveiben rejtőzködő rossz szándékokat. A sorozat korábbi tagjaihoz hasonlóan a játékos csapata természetfeletti ellenségekkel veszi fel a harcot a lelkük megnyilvánulásának, azaz personák használatával. A játék a hagyományos  szerepjátékos játékmenet és barangolás mellett társadalom-szimulációs elemeket is magába foglal.
A Persona 5 fejlesztésének előkészületi munkálatai a Persona 4 fejlesztése közben vagy valamivel utána kezdődtek meg, a teljes körű fejlesztés 2011-ben indult be. A Persona 5 fejlesztése hivatalosan a Catherine 2011-es megjelenése után indult be. A korábbi játékokból visszatérő meghatározó stábtagok között szerepel Hasino Kacura rendező és producer, Szoedzsima Sigenori szereplőtervező, valamint Meguro Sódzsi zeneszerző. A játék témai a modern társadalom korlátaitól való szabadság megszerzése körül forognak; a történetére erős befolyással volt a pikareszk irodalom, míg a játékos csapatának kezdeti personái a banditák témáján alapulnak. A játékot 2013-ban jelentették be, az eredeti késő 2014-es megjelenési dátumáról azonban el kellett halasztani, hogy a minőségét és a tartalmát növelni lehessen.

## Játékmenet
A Persona 5 szerepjáték, melyben a játékos egy néma főhős, egy középiskolás diák szerepét öltheti magára, akit egy éven át lehet követni, miközben Tokióban iskolába jár. Tokiót egy nappal-éjszaka ciklus és egy időjárásrendszer is befolyásol, melyek a társadalmi szimulációkhoz hatással vannak az általános viselkedésre. Az évet előre megírt és véletlenszerű események is tűzdelik, míg a főszereplő iskolába jár, részmunkaidős állásokat vállalhat Tokió területén belül, szabadidős tevékenységekben vehet részt vagy tárgyakat is készíthet a játék többi területén való felhasználásra. Ezek a tevékenységek megnövelik a szereplő képzettségeit, melyek pedig passzív erősítő hatásokat biztosítanak a harcok során. A főszereplő a valódi világban „Cooperation” névre keresztelt szereplőkapcsolatokat alakíthat ki. A Cooperation a Persona 3 és 4 játékokban szereplő Social Link-rendszer továbbgondolása, melyben a főszereplő beszélgethet és javíthatja a szereplőkkel kialakított kapcsolatait. A játék fő szereplőgárdája szerepel a Cooperation-rendszereben, melynek bizonyos ágai románchoz is vezethetnek. Mindegyik kapcsolatot az egyik fő arcana szimbolizálja, illetve mindegyik Cooperation-kapcsolat különböző bónuszt biztosít a játékos számára: az egyik szereplő kapcsolata engedélyezi a stafétabot-érintés rendszert, melyben az egyik szereplő átadhatja a körét egy másiknak miközben ideiglenes képességnövelést is ad, míg másoké javítják a tárgyalási képességeket vagy új tárgyakhoz és felszerelésekhez nyújtanak hozzáférést.
Az átlagos iskolai élet mellett két különböző típusú kazamatát is fel lehet fedezni a Palota nevű birodalomban: a történethez kapcsolódó kazamatákat, valamint az árnyakkal, az elnyomott pszichék megnyilvánulásaival benépesített, véletlenszerűen generált Memento-kazamatákat. A főszereplő a Memento-kazamatákban nemjátékos szereplők számára teljesíthet megbízásokat, melyeket az egyik Cooperation-kapcsolat során megnyitható játékbeli fórumon keresztül szerezhet meg. A kazamaták bejárása során a csapat lopakodással próbálja elkerülni az ellenséges árnyak figyelmét, míg bizonyos területeken olyan fejtörők vannak, melyeket a „harmadik szem” nevű bepillantási képesség használatával lehet megoldani.
A játék a sorozat korábbi tagjaihoz hasonlóan körökre osztott harcrendszert használ: a harcok az ellenfeleknek irányába való futással vagy a csatában előnyökkel járó meglepetéstámadással indíthatóak be. A harcok során a csapatnak távolsági és közelharci fegyvererekhez is hozzáférése van, valamint a personáikat is megidézhetik. Ebben a játékban a personák, a főszereplők lelkének megnyilvánulásai, a szereplők által viselt maszkok segítségével idézhetőek meg.

## Áttekintés

### Helyszín és szereplők
A Persona 5 a Persona-univerzumban játszódik: története a modern korban zajlik, aminek középpontjában pedig egy csapat áll, akiknek sötét erőkkel kell szembeszállnia a personáik, azaz a lelkük megnyilvánulásainak használatával. A Persona 5 a modern Tokióban játszódik, a bejárható területek között szerepel Sindzsuku, Sibuja és Jongendzsaja, valamint Tokió nagyvárosi területe. A nagyobb környezetek mellett bizonyos helyekre, így a boltokba be is lehet térni. Az egyik jelentősebb helyszín Tokión belül a Súdzsin Középiskola, ahova a főszereplő is jár. Egy „Palota” nevű párhuzamos világ is van, mely az emberek összeolvadt szívéből született és több területnek is otthont ad, így többek között egy kastélynak, egy piramisnak és egy művészeti galériának is. Ezek mellett ez ad otthont a felnőttek korrupt szíveinek is. Egy, a korábbi játékokból visszatérő helyszín a bársonyszoba, egy metafizikai menedék a personahasználok fejlődésének segítésére, mely az adott vendége szerint alakot vált: a Persona 5-ben egy börtönt képében jelenik meg.
A játékos szereplője a többi Persona-játékhoz hasonlóan a néma főhős, aki a „A szívek fantomtolvajai” bűnüldözőcsapat de facto vezére lesz. Első társa Szakamoto Rjúdzsi problémás gyerek, akivel megalapítják a csapatot. A harmadik alapító tag Morgana, egy misztikus macskaszerű lény, aki segíti őket a Palotában. A játék során további emberek is csatlakoznak a csoporthoz, köztük a visszahúzódó negyedamerikai Anne Takamaki; Kitagava Júszuke művészeti pártfogolt és a Kószei Állami Középiskola diákja; Niidzsima Makoto Súdzsin-diáktanács elnök; a zseniális zseni számítógépes ismeretekkel rendelkező visszahúzódó elsőéves Szakura Futaba vagy Okumura Haru művelt örökösnő. Rajtuk kívül a játékos szereplőjével kapcsolatba lépő személyek között szerepel Akecsi Góró középiskolás nyomozó, valamint a bársonyszoba lakói: Igor, illetve két segédje, Caroline és Justine.

### Cselekmény
A Persona 5 elején a főhőst letartóztatják miután rátámadt egy férfire, aki megpróbált molesztálni egy fiatal lányt. A férfi nyilvánvaló társadalmi befolyása miatt a főszereplőt feltételes szabadlábra helyezik, majd átíratják a tokiói Súdzsin Középiskolába, ahol a szülei egyik barátjánál kap menedéket. A főhős nem sokkal a tanév kezdete után összeismerkedik Szakamoto Rjúdzsi nevű iskolatársával, majd miután ketten egy természetfölötti mobiltelefonos alkalmazáshoz jutnak egy Palota névre keresztelt különös, túlvilági kastélyra bukkannak. Itt megismerkednek Morganával, egy általában egy antropomorf fekete macska alakját magára öltő alakváltóval, aki rábeszéli a főszereplőt, hogy viselje a personája erejét és, hogy legyen a fantomtolvaj. A korlátozó életüktől felszabadulást kereső főszereplő s egyre gyarapodó társai törvényen kívüliekké akarnak válni, majd megalapítják a „A szívek fantomtolvajai” nevű csoportot. A csapat a Palotát bejárva a társadalom újraformálásának reményében elrabolja a felnőttek szívének korrupciómagjait. Ahogy cselekedeteik egyre fokozódnak szembe kell szállniuk a felnőtt hatalommal és fel kell fedniük a nagyobb ellenséget, aki megpróbálja a csapatot elnyomni vagy ha szükséges akkor megölni. A főszereplőnek végül mindenképp meg kell választania az útját, függetlenül attól, hogy talál e arra módot, hogy megmentse magát és barátait az előérzetiben látott sorsuktól és fel tudja e fedni annak a személynek a kilétét, aki el fogja őket árulni.

## Fejlesztés
A következő Persona-cím fejlesztésnek előkészületei 2010-ben indultak be. A fejlesztésről 2009-től röppentek fel pletykák, amikor a Sony mobilweboldalán Hasino Kacurát a játék rendezőjeként tüntették fel. Az előkészületi fejlesztés 2011 augusztusában a végéhez közeledett, a teljes körű fejlesztés ez után kezdődött meg. Hasino csak a Catherine 2011-es elkészülte után csatlakozott a fejlesztéshez teljes munkaidőben. Amíg a Catherine a külsős Gamebryo játékmotort használja, addig a Persona 5 egy külön erre a célra kialakított motort. Hasino úgy gondolta, hogy az új motor segítségével jóval könnyebb lesz megvalósítani az ötleteiket, azonban ez hosszú várakozást eredményezne a játék rajgóinak. A játék animestílusú átvezető jeleneteit a Production I.G készítette el. Hasino a sorozattal ismerkedő játékosok számára „tematikusan megközelíthetőbbre” akarta készíteni a játékot, és egy olyan érzelmi élménnyé akarta alakítani azt, ami vegyes érzelmeket tár a játékosok elé, így az erős katarzisérzetet vált ki és amire a saját modern mindennapi problémáikkal való harc inspirációforrásként tekinthetnek. A szereplők eredetileg a Catherine-hez hasonlóan realisztikusan voltak ábrázolva, azonban ez visszásan hatott a Persona sorozatban. A fejlesztőcsapat ezt szem előtt tartva néhány próbálkozás után megtalálta a megfelelő művészeti stílust. A felhasználói felület és a menük is hasonló változtatásokon estek keresztül. A Persona 5 volt az első alkalom, hogy magas felbontásban kellett nagyszámú personát lemodellezniük, ami embert próbáló kihívásnak bizonyult a csapat számára.
Hasino elmondása szerint a játék központi témája a sazabdság és, hogy ezt hogyan érik el a szereplők. A történetet omnibusz-szerűre tervezték, a játékos csapata által üldözött gonoszok rendszeresen váltakoznak. A fejlesztőcsapat által inspirációként felhasznált három fő történet Si Naj-an Vízparti története, a Hakucsú no sikaku japán bűnügyi film, és az ismeretlen szerző tollából megjelent spanyol Lazarillo de Tormes című regény volt. Hasino szerint amíg a sorozat előző néhány játékában a főhősök üldözték a gonoszokat, addig a Persona 5-ben inkább a gonoszok és az általuk okozott jelenségek üldözik a főszereplőket a tevékenységeik során. A szereplők „fiatal akadémikusoknak” lettek leírva, míg a helyszín és a stílus egy pikareszk regényhez hasonlítható. A csapat témával kapcsolatos eredeti kérdése az volt, hogy egy III. Arsène Lupinhoz hasonló szereplő hogyan nyerhet rokonszenvet egy modern társadalomban. A „sztereotipikusabb” téma lehetőséget biztosított arra, hogy a csapat meglepő történetfordulatokat alakítson ki, vegyítve a kortárs drámát a Persona sorozat helyszínével. A sorozatban visszatérő „maszkok” motívumát nyíltabban használták fel a játék történetében, mint a korábbi címekben. A játék főbb helyszínei erősen a valós párjukon alapulnak.
Hasino szerint a főszereplők a „már nincs olyan hely ebben a társadalomban, ahová tartozhatnák” gondolkodásmódon osztoznak: a játék eseményei viszont megadják nekik a valahová tartozás érzését. A tolvajtevékenységeik részei annak, ahogyan elszakadnak a társadalmi normáktól és az önkifejezési módjuknak. A játék fő célja az volt, hogy megmutassa azt, ahogy a szereplők összeszedik a bátorságot, hogy kilépjenek a korábbi generációk által felállított társadalmi határokból. Az előző Persona-szereplőgárdákkal szemben a Persona 5 csapata készségesen megragadja a maszkos bűnüldözőkként eléjük táruló szokatlan eseményeket, semmit, hogy akaratukon kívül keveredjenek bele. A szereplők kezdeti personáik (Arsène, Kidd kapitány, Carmen, Zorro, Goemon, Johanna, Necronomicon, Milady) banditákon és pikareszk hősökön alapulnak, hogy ezzel tükrözzék a Palota funkcióját és az azt képező domináns elfojtott indulatokat, illetve, hogy képviseljék a tulajdonosaik személyiségének aspektusait. A főhős középiskolájának nevét, a „Súdzsint” azért kapta, mivel az homonim a súdzsinnal (囚人), a „rab” japán szavával. Ezek a témák a personák egyesesítésénél és feláldozásánál is megjelennek, melyeket különböző fajta halálbüntetésekről mintáztak.
Szeodzsima Sigenori, aki az előző két Persona-játékon is dolgozott művészeti rendezőként és szereplőtervezőként tért vissza. Elmondása szerint a leendő Persona 5 tervezését már az előző játék fejlesztése alatt megkezdte: a tervei a Persona 5 történetének kikerekedésével alakultak tovább. A csapat úgy érezte, hogy esztétikailag ott folytatják, ahol a Persona 4 abbahagyta. Az ábrázolási stílus a fejlesztés alatt a csapat elé gördült akadályok nem szándékos tükörképe. Az első szereplővázlatok 2012-ben készültek el. Szoedzsima szorosan együttműködött Hasinóval, hogy a szereplők és a környezetek tükrözzék a játék témáit. A játék tematikus színe a vörös, a Persona 3-é és 4-é a kék, illetve a citromsárga volt. A vörös színnel egy nyers érzelmet akartak közvetíteni. Egy vágyódás is megjelent, főként a játék bemutatásánál használt előzetes képnél, mely azt jelképezte, hogy a főszereplőket leláncolják a modern világ szabályai. A főszereplő alteregóinak három fő inspirációja az eredeti Arsène Lupin, a húszarcú démon és Isikava Goemon volt. Szoedzsima úgy tervezte meg a játék logóját, hogy az kifejezze a fiatal szereplőgárda gyors életvitelét, míg bizonyos elemeket, így Arsènét, a főszereplő personáját úgy alakított ki, hogy az ezzel szemben régi vágásúnak tűnjön. Ez kihívást jelentett, hiszen Szeodzsimának ezt  erős stílusérzékkel kellett kiegyensúlyoznia.
A zenét Meguro Sódzsi, a Persona sorozat hangrendezője szerezte és producerelte. Annak érdekében, hogy kifejezze a játék hangulatát acid jazz-elemeket vegyített a zenéjébe, köztük a nyitófőcím-dalba is. A nyitófőcím-dalt Inaizumi Lyn énekli, akinek a Persona 5 volt az első videojátékos szereplése, korábbi énekközreműködései animedalokban jelentek meg. Inaizumi számára a nyitófőcím-dal feléneklése során a legnehezebb rész a rapszegmens angol nyelven történő előadása. Inaizumi a játék több egyéb zeneszámhoz is hozzájárult, ami kezdetben igen meglepte. Meguro biztos akart menni, hogy Inaizumi kiejtése „tökéletes” legyen.

## Megjelenés
A Persona 5-öt először 2013-ban egy rejtélyes előzetes videóban jelentették be a Persona Q: Shadow of the Labyrinth, a Persona 4: Dancing All Night, illetve a Persona 4 Arena Ultimax PlayStation 3-átiratának társaságában. A játékot eredetileg 2014 téli, kizárólag PlayStation 3 konzolra való megjelenésre tűzték ki. 2014. szeptember 1-jén a Sony SCEJA sajtótájékoztatóján bejelentették, hogy a játék PlayStation 4 is meg fog jelenni, illetve, hogy a korábbi dátum helyett valamikor 2015-ben fog megjelenni. Hasino Kacura rendező szerint a játék megjelenését azért halasztották 2015-re, hogy legyen idejük a PlayStation 4-változat fejlesztésére, valamint a játék általános minőségének javítására. A játékból kivágott első videót 2015. február 5-én, egy különleges élő műsorközvetítésben mutatták be. A 2015. június 25-én megjelent Persona 4: Dancing All Night japán első nyomott példányaihoz egy Blu-ray discet is csomagoltak, melyen egy exklúzív Persona 5-előzetes videó kapott helyet. Az első játékmenet-előzetes videóban a főcímdal instrumentális változata hallható. A 2015-ös Tokyo Game Show alatti különleges élő műsorközvetítésben bejelentették, hogy a játék megjelenését ismét elhalasztották; ezúttal 2016 nyarára. Hasino egy stábinterjúban bocsánatot kért a késésért, amire elmondása szerint azért volt szükség, hogy tartalmak visszafogása nélkül is kiváló minőségű terméket készítsenek el.
Az Atlus 2016. április 22-én a játékhoz kapcsolódó, 2016. május 5-re lejáró hivatalos visszaszámlálót indított el. Nem sokkal ez után A Tokiói torony bevétele címmel különleges élő közvetítést jelentettek be, melynek dátuma egybeesett a visszaszámlálóval. A 2016. május 5-i közvetítés alatt egy előzetes videóban bejelentették a játék megjelenési dátumát. A játék 2016. szeptember 15-én fog megjelenni Japánban. A normál kiadás mellett 20th Anniversary Edition néven egy korlátozott példányszámú verzió is meg fog jelenni, mely a Persona 3 és a Persona 4 játékokon alapuló exklúzív letölthető tartalmakat, a sorozat mind a hat játékából válogató ötlemezes zenei albumot, a játék hivatalos művészeti könyvét, illetve Szodzsima Sigenori rajzaival díszített speciális dobozt fog tartalmazni. A játék megjelenésének tiszteletére a sorozatra összpontosító Persona Stalker Club című varietéműsor Persona Stalker Club V néven új műsorblokkot fog indítani. Ezek mellett a játék 2016 szeptemberi megjelenése előtt nem sokkal, szeptember 3-án Persona 5 The Animation: The Day Breakers címmel egy önálló anime különkiadást is le fognak adni a televíziókban. A játék észak-amerikai kiadásának előrendelői bónuszait és 2017. február 14-i megjelenési dátumát egy héttel a 2016-os Electronic Entertainment Expo kiállítás előtt jelentették be. Az észak-amerikai változat megjelenését a japán kiadást követve eltolták, hogy az a többi Persona-címnél megszokott magas minőséget képviselje. A játékot Európában és Ausztráliában a Deep Silver fogja megjelentetni a Sega of America és az Atlus cégekkel kötött együttműködés keretében, melyben több az Atlus által fejlesztett játékot fognak kiadni Európában. A játék Észak-Amerikához hasonlóan 2017. február 14-én fog megjelenni Európában.

## Fordítás
- Ez a szócikk részben vagy egészben  a   Persona 5 című angol Wikipédia-szócikk ezen változatának fordításán alapul.  Az eredeti cikk szerkesztőit annak laptörténete sorolja fel. Ez a jelzés csupán a megfogalmazás eredetét és a szerzői jogokat jelzi, nem szolgál a cikkben szereplő információk forrásmegjelöléseként.